# Ržaksinskij rajon
Il Ržaksinskij rajon (in russo Ржаксинский район?) è un rajon dell'Oblast' di Tambov, nella Russia europea; il capoluogo è Ržaksa. Istituito nel 1928, ricopre una superficie di 1.370 chilometri quadrati e consta di una popolazione di circa 19.000 abitanti.